# Hoya samoensis
Hoya samoensis is een plant uit de maagdenpalmfamilie (Apocynaceae).
De plant is afkomstig van het eiland Samoa. Het is een snelgroeiende klimplant waarvan de ranken zich slingeren om andere planten en heesters. De plant heeft grote tegenover elkaar staande glanzende lichtgroene bladeren met een witgroene beadering. De bladeren zijn lichtgekruld en hebben een lengte tussen de 6 en 12 centimeter en een breedte van 2,5 tot 5 centimeter.
De bloeiwijze verschijnt in kleine trossen bloemen. Deze hebben een geelgroene bloemkroon die naar achteren wijst met een oranjegeel centrum achter de witte binnenkroon. De bloemen vallen na vier tot vijf dagen af.